# Grant Robertson
Grant Murray Robertson (Palmerston North, 30 d'octubre de 1971) és un polític neozelandès i diputat de la Cambra de Representants de Nova Zelanda, representant la circumscripció electoral de Wellington Central des de les eleccions de 2008. És membre del Partit Laborista i entre el desembre de 2011 i setembre de 2013 fou el líder segon del Partit Laborista sota el lideratge de David Shearer.

## Inicis
Robertson va néixer a Palmerston North el 30 d'octubre de 1971. Després d'haver viscut a Palmerston North la seva família es mudà a Hastings i Dunedin. A Dunedin va ser alumne de l'Escola Secundària del Rei (King's High School) on seria un alumne destacat. Va estudiar a la Universitat d'Otago d'on es graduà el 1994 amb un BA en ciències polítiques. El 1993 fou elegit president de l'Associació Estudiantil de la Universitat d'Otago (Otago University Students' Association), el 1995 vicepresident de l'Associació Estudiantil d'Universitats Neozelandeses (New Zealand University Students' Association) i el 1996 copresident de l'Associació Estudiantil d'Universitats Neozelandeses.
Va treballar pel Ministeri d'Afers Exteriors entre el 1997 i 1999 en una programa d'ajuda neozelandès a Samoa. Treballà com a diplomàtic a les Nacions Unides (Nova York) entre el 1999 i 2001. Se'n retornà a Nova Zelanda per a ser assessor per a la diputada Marian Hobbs entre 2001 i 2002 i per a la primera ministra Helen Clark entre 2002 i 2006.

## Diputat
| Parlament de Nova Zelanda |      |                    |        |           |
| Anys                      | Leg. | Circumscripció     | Llista | Partit    |
| 2008-2011                 | 49   | Wellington Central | 46     | Laborista |
| 2011-actualitat           | 50   | Wellington Central | 14     | Laborista |

Al final de 2006 la diputada per Wellington Central Marian Hobbs del Partit Laborista anuncià que es retiraria de la política a partir de les eleccions de 2008. Robertson fou elegit com al candidat pel partit en aquesta circumscripció. En les eleccions Robertson guanyà per sobre de Stephen Franks del Partit Nacional. Des d'aleshores ha representant la circumscripció.

### Líder Segon
Després del pobre resultat del Partit Laborista en les eleccions de 2011 el Líder del partit Phil Goff i la Líder Segona Annette King varen dimitir. David Shearer fou elegit Líder del Partit Laborista i Robertson Líder Segon el 13 de desembre.
L'agost de 2013 Shearer anuncià la seva dimissió a causa dels baixos resultats del partit en les enquestes públiques. Conseqüentment, això afectà Robertson, ja que el líder del Partit Laborista és el que elegeix el líder segon. Robertson va fer campanya per a ser líder contra David Cunliffe i Shane Jones però el setembre Cunliffe seria elegit líder, amb David Parker sent escollit per Cunliffe com a líder segon.

## Vida personal
Robertson és gai i viu amb la seva parella Alf a Northland (Wellington).